# Johan Lund Heinsen
Johan Lund Heinsen (født 1984) er en dansk historiker og forfatter og lektor ved Historiestudiet på Aalborg Universitet. Heinsen modtog som den første Den Danske Historiske Forenings pris Årets Historiske Forskningsresultat som blev overrakt ved Dansk Historikermøde i august 2018 for udgivelsen Mutiny in the Danish Atlantic World: Convicts, Sailors and a Dissonant Empire.
Heinsen blev i 2013 ph.d. i Historie fra Aalborg Universitet med afhandlingen Intet andet end støj: Poetik og politik i engelske sørejseberetninger, 1577-1744 og har efterfølgende udgivet flere artikler og bøger om fængsels- og strafhistorie, kolonialisme, maritim historie og socialhistorie.
I den populærvidenskabelige genre har Heinsen skrevet Det første fængsel (2017) til serien 100 danmarkshistorier, der udkommer på Aarhus Universitetsforlag. Bogen handler blandt andet om hvordan man i 1600-tallets Danmark straffede kriminelle med tvangsarbejde - ikke henrettelse - og om hvordan fangerne udviklede snedige flugtplaner og gravede tunneller.
Heinsens arbejde med søfolk og transporterede straffefanger nyfortolker hele fortællingen om grundlæggelsen af de danske koloniale besiddelser i Caribien. Gennem sit arbejde er Heinsen i stand til at genskabe, hvad skibenes besætninger talte om, hvordan de forstod deres situation og hvordan rygtestrømme førte til konkret handling. I gennem sine undersøgelser har Heinesen skabt en helt ny forståelse for, hvordan St. Thomas udviklede sig til en af Caribiens værste sørøverreder.

## Priser
2017: Atlandtic Studies Early Career Essay Prize for artiklen “Dissonance in the Danish Atlantic: Speech, violence and mutiny, 1672-1683”.
2018: Årets Historiske Forskningsresultat for bogen Mutiny in the Danish Atlantic World: Convicts, Sailors and a Dissonant Empire som handler om mytteri i Dansk Vestindien.

## Bogudgivelser
2018. Det første fængsel (Aarhus: Aarhus University Press).
2017. Mutiny in the Danish Atlantic World: Convicts, sailors and adissonant empire, (London: Bloomsbury).

## Udvalgte videnskabelige artikler
2018. ‘The Scandinavian Empires in the Seventeenth and Eighteenth Centuries’, in: A Global History of Convicts and Penal Colonies, ed. Clare Anderson (Bloomsbury).
2018. ‘Ind og ud af slaverierne: Straffearbejde i 1700-tallets Danmark- Norge,’ Arbeiterhistorie.
2017. ‘Maritime Cultures of Crime, 1600–1800’, in: Cultural Histories of Crime in Denmark, ed. Tyge Krogh (Routledge).
2016. ‘Dissonance in the Danish Atlantic: speech, power and mutiny, 1672–1683,’ Atlantic Studies 13, no. 2: 187–205.
2016. ‘Flygtige stemmer: Straffefanger i Dansk Vestindien’, TEMP 13: 4– 26.
2015. ‘“Nothing but Noyse”: The political complexities of English maritime and colonial soundscapes,’ Radical History Review 121: 106–122.
2014. ‘“Others sat murmuring and idle upon the deck”: The poetics of English Voyage Narratives,’ E-Rea 11 (2).
2014. ‘Sørøveriets indbildte friheder: Taler og tunger på sørøverskibets dæk, ca. 1680,’ TEMP 9: 43–67.